# High Life (annuaire)
Pour les articles homonymes, voir High Life.
Ne doit pas être confondu avec le High Life de Belgique, son équivalent belge.
L'annuaire High-Life est l'annuaire mondain le plus ancien de France, fondé à Paris en 1879, et réédité chaque année depuis 2000.

## Origines
L'annuaire mondain High-Life a été fondé à Paris en 1879 par l'éditeur parisien Émile Ehret (sous le titre originel « La Société et le High-Life ») et paraitra tous les 3 ans jusqu'en 1936.

## Réédition en 1950
En 1950, Xavier Sahut d'Izarn et Philippe de Valbray tentent une réédition. C'est un échec commercial et il n'y aura pas de seconde parution.
Douze ans plus tard, le Bottin mondain prendra l'initiative d'incorporer les listes du High-Life à sa propre liste, changeant ainsi sa clientèle qui était alors constituée de chefs d'entreprise, d'hommes politiques et d'artistes en vue.
Le Bottin mondain décidera, en 1962, de faire figurer la mention "Annuaire Ehret" parmi ses nombreux sous-titres, bien qu'aucune cession de marque ou de contenu n'ait été conclue.

## Réédition en 2000
En 2000, Thibaut Faucon et Édouard de Montalembert entreprennent une seconde réédition de l'annuaire High-Life. 
Depuis, l'annuaire High-Life est publié chaque année par Philippe Barrault (Librairie Guénegaud). 

## Présidence d'honneur
Depuis 2000 et jusqu'à aujourd'hui, les personnalités suivantes en acceptent la présidence d'honneur: 
- le duc de Brissac (président du Jockey Club),
- l'archiduchesse Lætitia de Habsbourg-Lorraine,
- la princesse Charles-Louis d'Orléans (duchesse de Chartres),
- et (décédée en 2012) la duchesse d'Anjou et de Ségovie.

Depuis le succès de cette réédition de 2000, l'annuaire High-Life paraît chaque année sous la houlette de Philippe Barrault, libraire (Librairie Guénegaud) et actionnaire majoritaire.

## Violente opposition du Bottin mondain
Le Bottin mondain tentera, en vain, d'empêcher cette réédition de l'annuaire High-Life. Il diffusera plusieurs centaines de courriers diffamatoires à l'encontre des éditeurs, et sera condamné à leur verser des dommages et intérêts.
Il intentera, dès 1998, un procès prétendant être propriétaire de la marque High-Life mais il sera débouté deux fois par la justice. 

## Contenu actuel
Le site Memodoc écrit que l'annuaire High-Life contient un ensemble de notices de familles françaises et francophones consistant en :
- Un annuaire mondain
- Un nobiliaire (pour les familles nobles)
- Un armorial (pour les familles nobles et les familles bourgeoises ayant des armoiries)
- Un dictionnaire généalogique

## High-Life de Belgique
Il existe aussi en Belgique depuis 1880 un High-Life de Belgique copié à l'époque sur le High-Life français.